# Аджикабульский район
Аджигабу́льский райо́н или Гаджигабу́льский (азерб. Hacıqabul rayonu) — район на востоке Азербайджана. Административный центр — город Аджикабул.

## История

### Ранняя история
Район Аджикабул, расположенный на Великом шелковом пути, входил в состав Арабского Халифата, государства Сельджуков, Сасанидов, Хулагидов, Ширваншахов, Сефевидов в разные времена. Во время деления государства на ханства район был включен в Шамахинское ханство.
Самое большое озеро Азербайджана Гаджигабул создало благоприятные условия для расселения здесь полукочевых племен хиля, кёлани, падар и каирли. Ширванские кочевники пасли здесь свой скот в определенный сезон в году, основав небольшие селения, такие как Падар, Хиля.

### В составе Российской империи
После присоединения Северного Азербайджана к Российской империи территория Аджигабульского района была включена в Шемахинский уезд Прикаспийской провинции, который был основан в 1830 году.
После упразднения Прикаспийской провинции, в 1841 году район был включен в состав Шамахинской губернии. После разрушительного землетрясения 1859 года в Шамахе столица была перенесена в Баку. В 1860—1930 годы Аджикабул был частью Шамахинского уезда Бакинской губернии.

### Период Азербайджанской ССР
8 августа 1930 года Шамахинский уезд был упразднён, в результате чего был основан новый — Гарасу.
С 29 ноября 1938 года Аджикабулу присвоен статус города.
4 января 1939 года был создан Кази-Магомедский район Азербайджанской ССР. Город Аджикабул был переименован в Кази-Магомед.
24 декабря 1959 года он был ликвидирован, территория была передана Али-Байрамлинскому району.
24 апреля 1990 года на территории бывшего Кази-Магомедского района был образован Аджигабульский район.

## География
Аджикабульский район охватывает Ширванскую равнину и юго-восточную часть Большого Кавказского тектонического поднятия. Равнинная часть области находится ниже уровня моря. Распространены неогеновые и антропогенные отложения. Есть грязевые вулканы.
Полезные ископаемые: нефть, газ, глина, дуб.
По территории области текут реки Кура и Пирсагат. На территории области находится озеро Аджигабул. Распространены серо-бурые, серо-луговые, засоленные почвы. Растительность полупустынного типа.
Климат — сухой, тёплый, типичный для полупустынных районов. Лето характеризуется умеренным жарким полупустынным и сухим пустынным климатом. Температура летом достигает +40 °C. Зима умеренная Средняя температура составляет +2 °C в январе и +26 °C в июле. Осадки выпадают в основном весной и осенью. Среднегодовое количество осадков 250—370 мм.
Расстояние до Баку — 113 км.

## Население
| Население по годам (тыс. чел., на начало года)[8] |      |      |      |      |      |      |      |      |      |      |      |      |      |      |
| Население                                         | 1999 | 2000 | 2001 | 2002 | 2003 | 2004 | 2005 | 2006 | 2007 | 2008 | 2009 | 2010 | 2011 | 2012 |
| Аджикабульский район                              | 57,9 | 58,5 | 59,1 | 59,7 | 60,2 | 60,7 | 61,7 | 63,0 | 63,9 | 64,8 | 65,7 | 66,5 | 67,3 | 68,3 |
| Городское население                               | 26,4 | 26,8 | 27,1 | 27,3 | 27,6 | 31,7 | 32,2 | 32,6 | 33,0 | 33,4 | 33,8 | 34,1 | 34,5 | 34,8 |
| Сельское население                                | 31,5 | 31,7 | 32,0 | 32,4 | 32,6 | 29,0 | 29,5 | 30,4 | 30,9 | 31,4 | 31,9 | 32,4 | 32,8 | 33,5 |

| Население по годам (тыс. чел., на начало года)[8] |      |      |      |      |      |      |
| Население                                         | 2013 | 2014 | 2015 | 2016 | 2017 | 2018 |
| Аджикабульский район                              | 69,1 | 70,1 | 71,2 | 72,5 | 73,6 | 74,7 |
| Городское население                               | 35,2 | 35,5 | 36,0 | 36,5 | 37,0 | 37,4 |
| Сельское население                                | 33,9 | 34,6 | 35,2 | 36,0 | 36,6 | 37,3 |

| Год      | 2019 | 2020 | 2021 | 2022 |
| -------- | ---- | ---- | ---- | ---- |
| тыс. чел | 73,6 | 74,1 | 74,7 | 75,3 |

На начало 2018 года численность населения составляла 74,7 тысячи человек. Из них 37,4 тысячи человек проживали в городах, 37,3 тысячи человек — в сельской местности.
На 1 января 2023 года численность населения составила 75 297 чел. Из них 37 067 мужчин (49,2 %), 38 230 женщин (50,8 %). 37 113 чел. — городское население (49,29 %), 38 184 — сельское (50,71 %).

## Административное устройство
В Аджигабульском районе действует 23 муниципалитета:
| #  | Муниципалитеты                             | Селы                                                                  | Население (2020) |
| -- | ------------------------------------------ | --------------------------------------------------------------------- | ---------------- |
| 1  | Аджигабульский городской муниципалитет     | г. Аджигабул, с. Балыкчы                                              | 27574            |
| 2  | Абдульянский сельский муниципалитет        | с. Абдулабад, с. Коланы                                               | 6071             |
| 3  | Атбулагский сельский муниципалитет         | с. Атбулак, с. Куртчу, с. Кызылбурун                                  | 5242             |
| 4  | Муганский сельский муниципалитет           | с. Мугань                                                             | 5789             |
| 5  | Мейниманский сельский муниципалитет        | с. Мейниман, с. Мейниман Первое, с. Мейниман Второе, c. Ахтачы Ширван | 3012             |
| 6  | Навахинский сельский муниципалитет         | с. Наваги, c. Пирсагат                                                | 4729             |
| 7  | Навахинский малый городской муниципалитет  | с. Наваги                                                             | 2603             |
| 8  | Ранджбарский сельский муниципалитет        | с. Ранджбар                                                           | 3705             |
| 9  | I Удуллинский сельский муниципалитет       | c. Удуллу Первое, с. Пашалы Первое, с. Пашалы Второе, с. Шорбачы      | 4530             |
| 10 | II Удуллинский сельский муниципалитет      | с. Удуллу Второе, с. Кубалы, с. Тагилы                                | 2785             |
| 11 | Гарасуинский сельский муниципалитет        | с. Карасу                                                             | 3121             |
| 12 | Падарский сельский муниципалитет           | с. Падар                                                              | 1128             |
| 13 | Кубалыбалаогланский сельский муниципалитет | c. Кубалыбалаоглан, c. Пирсагатчай                                    | 3282             |
| 14 | Талышский сельский муниципалитет           | c. Талыш                                                              | 2434             |
| 15 | Алятлиский сельский муниципалитет          | c. Алятли, c. Бурвенд, c. Агаджанлы                                   | 1022             |
|    | Всего                                      |                                                                       | 77027            |

## Экономика
С 1991 года до 2021 год район входил в состав Аранского экономического района. С 7 июля 2021 года входит в состав Ширван-Сальянского экономического района.
Действует более 35 государственных и частных учреждений.
На территории района действует Гаджигабульский промышленный парк.

### Сельское хозяйство
С 1991 года действуют птицефабрики «Адиширин» и «Пирсаат».
С 2016 года действует ООО «Agro Dairy». Компания занимается выращиванием ячменя, пшеницы, кукурузы, сахарной свеклы, сои, подсолнечника на земельном участке площадью 4200 гектар. Применяется орошение и богарный полив. Каждый из заводов ООО «Agro Dairy» принимает 5 тонн сельскохозяйственной продукции в час, и производит 3-3,5 тонны в час.
| Год             | 2015   | 2018   | 2019   | 2020   | 2021   | 2022   |
| --------------- | ------ | ------ | ------ | ------ | ------ | ------ |
| Зерно           | 12 919 | 44 230 | 32 762 | 13 991 | 18 126 | 20 029 |
| Из них пшеница  | 6 475  | 31 847 | 21 615 | 6 787  | 10 992 | 9 630  |
| Хлопок          | 0      | 1 300  | 400    | 260    | 300    | 0      |
| Картофель       | 39     | 45     | 46     | 40     | 40     | 84     |
| Овощи           | 776    | 457    | 530    | 518    | 526    | 414    |
| Сахарная свекла | 0      | 117    | 172    | 504    | 884    | 953    |
| Подсолнух       | 49     | 40     | 2      | 0      | 84     | 16     |
| Бахчевые        | 1 572  | 830    | 835    | 471    | 494    | 444    |
| Сады            | 1 431  | 1 439  | 1 559  | 1 610  | 1 610  | 1 610  |

|                 | 2015   | 2018   | 2019   | 2020   | 2021   | 2022   |
| --------------- | ------ | ------ | ------ | ------ | ------ | ------ |
| Зерно           | 44 146 | 86 559 | 77 576 | 48 696 | 75 410 | 92 557 |
| Из них пшеница  | 24 735 | 42 344 | 41 708 | 17 413 | 41 049 | 47 475 |
| Хлопок          | 0      | 1 172  | 576    | 791    | 840    | 0      |
| Картофель       | 428    | 495    | 515    | 460    | 598    | 855    |
| Овощи           | 20 216 | 6 579  | 7 361  | 9 824  | 9 223  | 6 006  |
| Сахарная свекла | 0      | 5 547  | 8 592  | 17 882 | 34 042 | 42 506 |
| Подсолнух       | 67     | 40     | 2      | 0      | 84     | 20     |
| Бахчевые        | 23 306 | 11 378 | 13 104 | 7 726  | 5 837  | 5 309  |
| Сады            | 11 057 | 11 995 | 14 708 | 16 209 | 14 954 | 15 046 |

| Год        | 2015 | 2018 | 2019 | 2020 | 2021 | 2022 |
| ---------- | ---- | ---- | ---- | ---- | ---- | ---- |
| Количество | 0    | 887  | 887  | 990  | 990  | 1866 |

## Здравоохранение
На 2022 год в районе действует 1 больница на 86 коек, 12 поликлиник. В районе 44 врача и 177 медицинских работников.

## Образование
На 2022 год в районе действуют 33 школы, 27 библиотек на 147 300 книг.

## Инфраструктура
Отдел производства газопроводов и подземное хранилище газа «Калмаз» обеспечивают потребности республики в природном газе. В районе действует железнодорожное учреждение.
Через регион проходит железная дорога Баку — Тбилиси — Карс и 82 км Шёлкового пути.
Действуют 4 парка.

### Водоснабжение
В 1958 году введён в эксплуатацию Ширванский оросительный канал. Канал является вторым крупным в Азербайджане. Имеет земляное русло. Обеспечивает водой 112 тысяч гектар посевных площадей и населенные пункты 8 районов, расположенных на Ширванской равнине. Канал начинается от Мингечевирского водохранилища. Протяжённость канала составляет 122 км. Производительность — 78 кубометров в секунду. Водные потери канала составляют около 30 %. В апреле 2024 года начата реконструкция канала. В ходе реконструкции протяжённость канала будет увеличена до 200 км. Будет создано бетонное русло. Канал будет протянут до озера Аджикабул. Водоснабжение после реконструкции охватит 230 тысяч гектаров посевных площадей. Окончание реконструкции запланировано на 2027 год.
В 1971 году открыт эксплуатации Куринского водопровода. Он обеспечивает питьевой водой прилегающие районы и Баку.
| Год                  | 2015    | 2018    | 2019    | 2020    | 2021    | 2022    |
| -------------------- | ------- | ------- | ------- | ------- | ------- | ------- |
| Количество (тыс. м2) | 1 559,5 | 1 616,7 | 1 640,5 | 1 655,1 | 1 671,8 | 1 823,8 |

| Год             | 2015   | 2018   | 2019   | 2020   | 2021   | 2022   |
| --------------- | ------ | ------ | ------ | ------ | ------ | ------ |
| Количество (м2) | 27 620 | 17 951 | 23 788 | 14 606 | 16 708 | 11 861 |

## Культура
В районе действуют 2 музея.

## Главы
Первые секретари районного комитета партии:
- Алибала Хейбят оглы Гусейнов

С 1991:
- Алибала Хейбят оглы Гусейнов (? — 22 мая 1992)[14]
- Гусейнхан Мазахир оглы Велиев (22 мая 1992 — 16 декабря 1993)[14][15]
- Агабала Гасым оглы Гасымов (27 июня 1994 — ?)[16]
- Фирудин Али оглы Бабаев (18 декабря 2000 — 29 марта 2006)[17][18]
- Ахмед Мухтаров[азерб.] (29 марта 2006 — 4 декабря 2019)[19][20]
- Рустам Халилов (4 декабря 2019 — 17 сентября 2024)[21][22]
- Севиндик Хатамов (с 17 сентября 2024)[23]

## Достопримечательности
На территории Аджикабула находится дворец Пир Гусейна, относящийся к XI—XIV векам. Этот дворец охраняется как исторический памятник с 2004 года. В первые годы существования СССР в мавзолее Пир Гусейна были проведены раскопки. Предметы истории и архитектуры, выявленные во время раскопок, хранятся в Эрмитаже и Государственном музее Грузии. Восстановление памятников дворца Пир Гусейна началось в 1981 году.

## Известные уроженцы
- Рамиз Алиджавад оглы Гасумов (род. 1958) — советский и российский учёный и управленец в области нефтегазовой промышленности, доктор технических наук, профессор, заслуженный деятель науки РФ, академик РАЕН, генеральный директор АО «Северо--Кавказский научно-исследовательский институт природных газов», ПАО «Газпром».
- Низами Мамед оглы Сулейманов (1945—2016) — советский и азербайджанский ученый-материаловед, специалист в области инструментальных сталей, с 1989 года — член-корреспондент Академии наук Азербайджана, президент Азербайджанской национальной творческой академии. Был кандидатом на пост президента Азербайджана на выборах 1992 и 1998 годов.
- Зивар Сюбхан кызы Агаева (1934—2015) — азербайджанская поэтесса.

## Галерея

Аджигабул
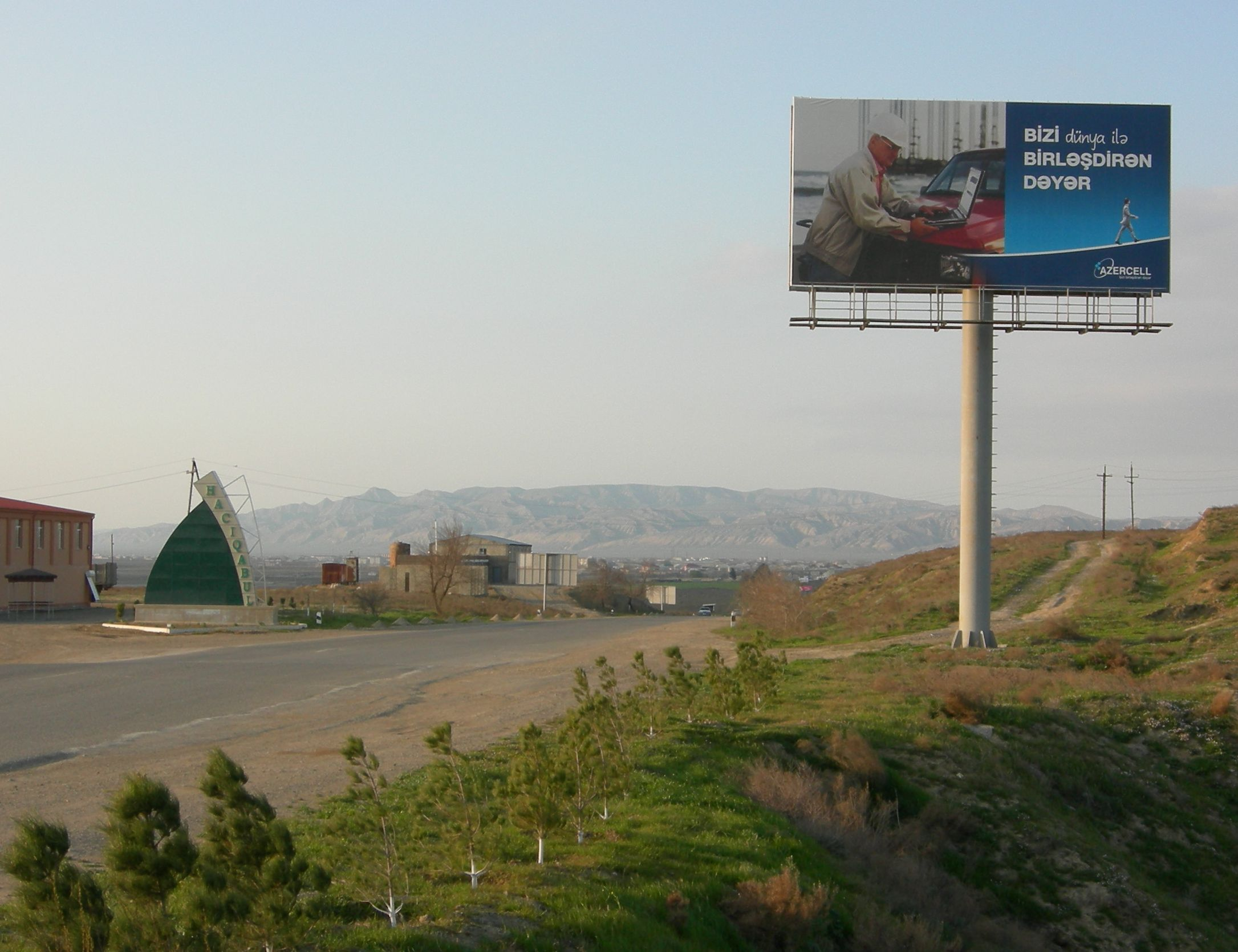
Дорога из Ширвана до Гаджигабульского района. Город Гаджигабул на заднем плане
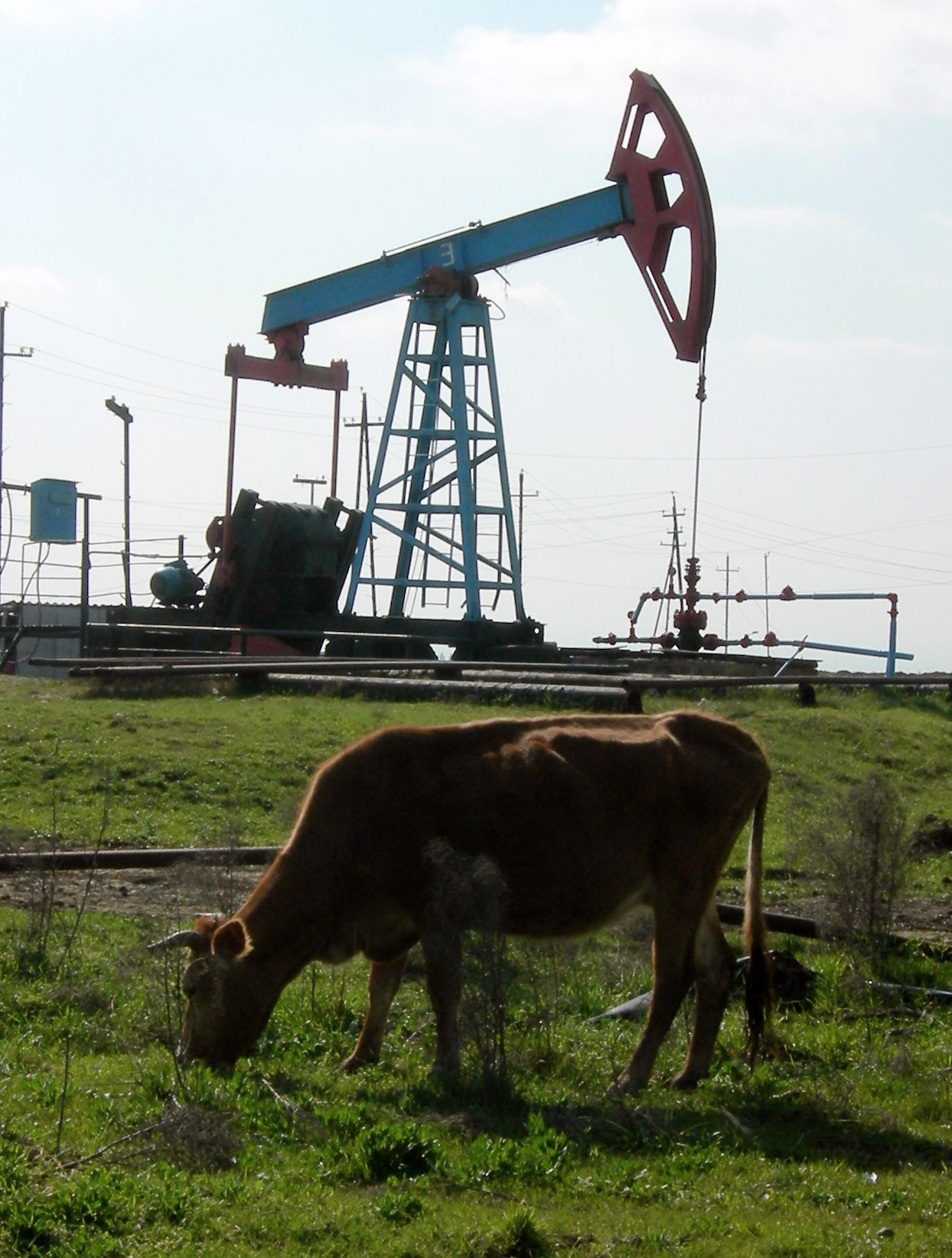
Береговая нефть в окрестностях Аджигабула
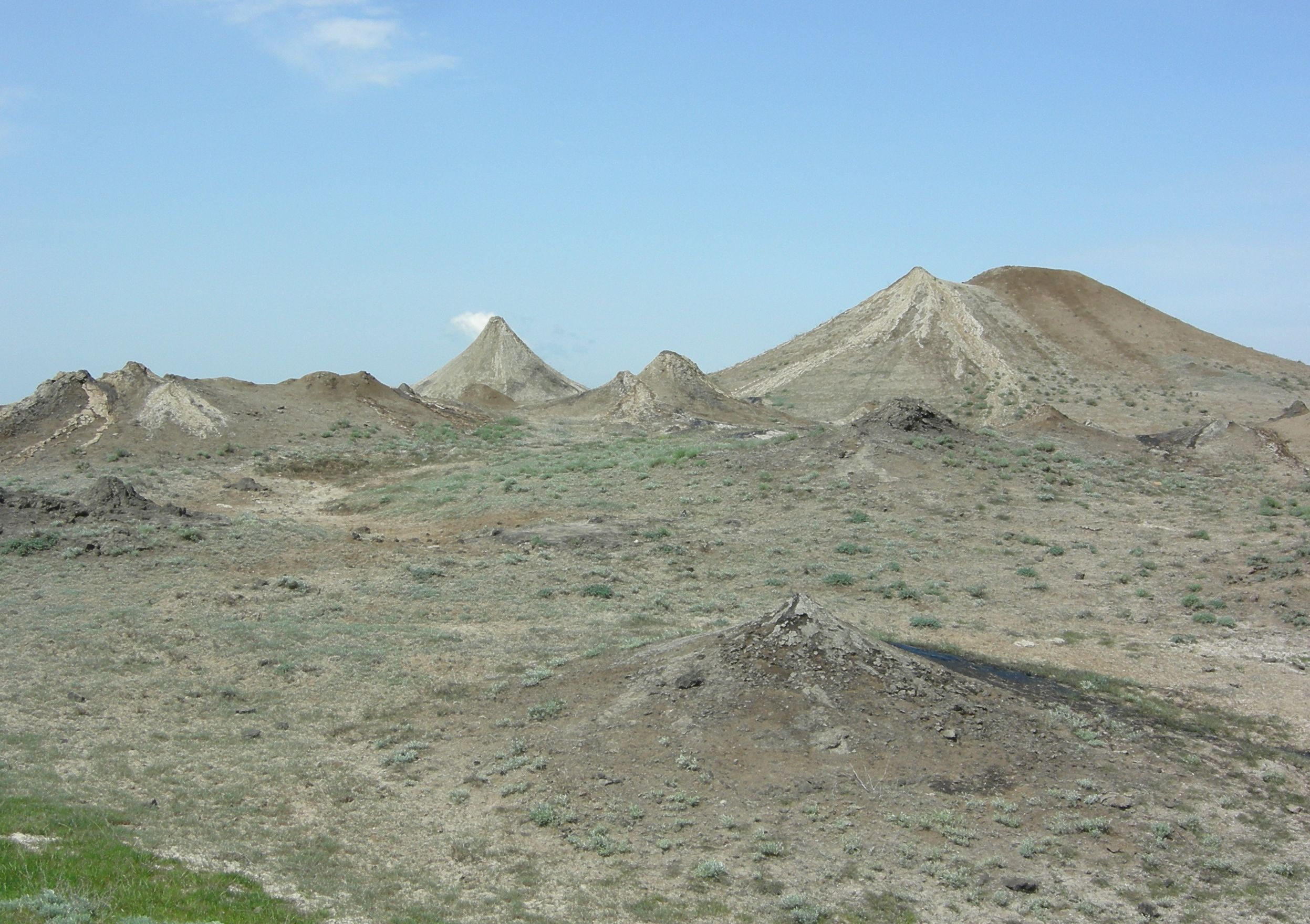
Грязевые вулканы Аджигабул
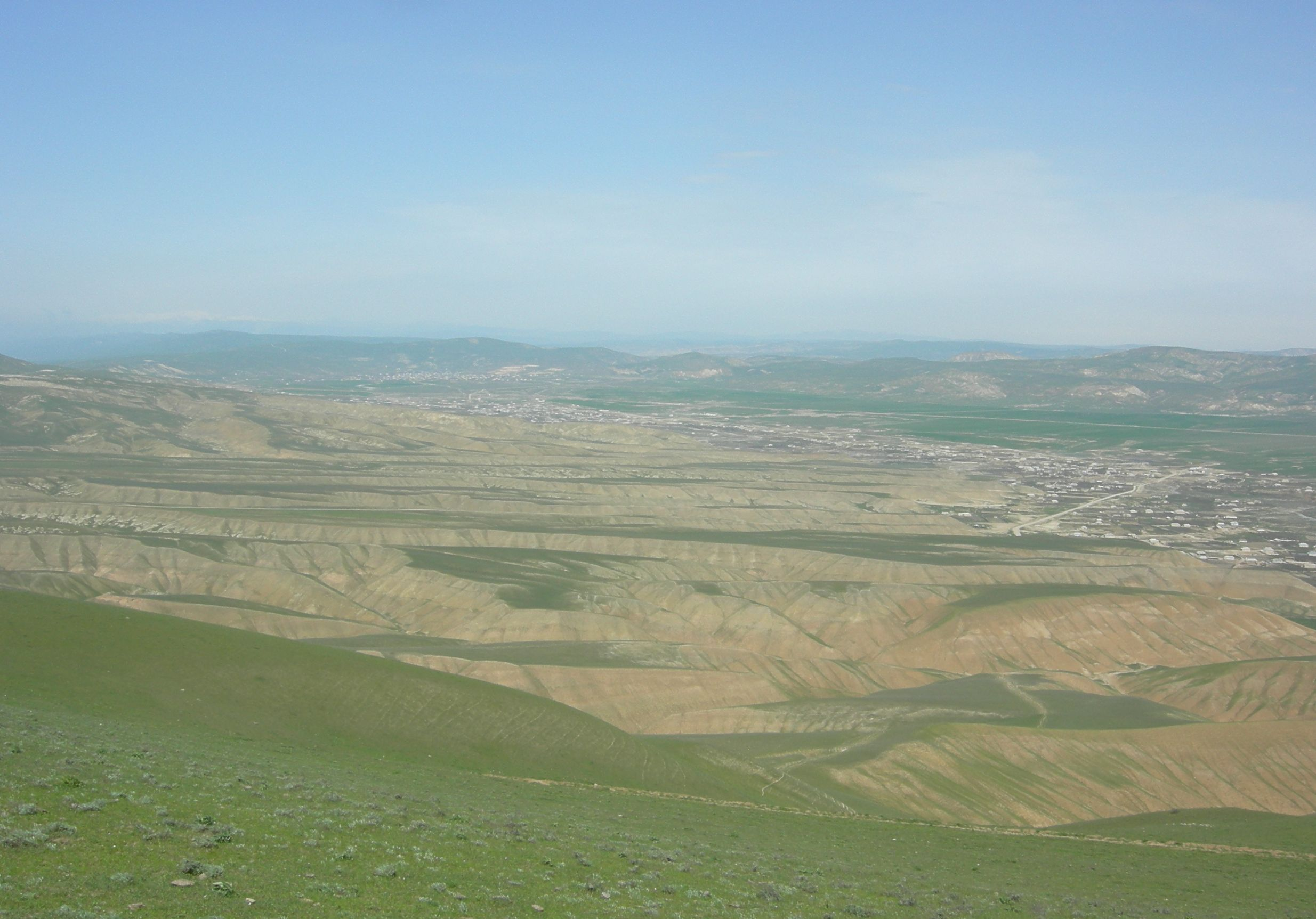
Пирсаатская долина